# Rietmarpissa
De Rietmarpissa (Marpissa radiata) is een spinnensoort in de taxonomische indeling van de springspinnen (Salticidae).
Het dier komt uit het geslacht Marpissa. Marpissa radiata werd in 1859 beschreven door Grube.